# Ra (Arabische letter)

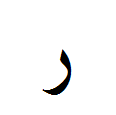
Ra in geïsoleerde vorm

Rāʾ of Ra, راء, is de tiende letter van het Arabisch alfabet. Hij stamt af van de letter resch uit het Fenicische alfabet en is daardoor verwant met de Latijnse R, de Griekse rho en de Hebreeuwse resch. Aan de ra kent men de getalswaarde 200 toe.

## Uitspraak
De ra spreekt men uit als "tong-R" en onderscheidt zich daarmee duidelijk van de "verhemelte-R" ghain.
Aangezien de ra een zonneletter is, assimileert hij een voorafgaand bepaald lidwoord "al". Voorbeeld "de man" - الرجل : uitspraak niet "al-rajul" maar "ar-rajul".

## Verbinden
De ra is een "non-connector", dat wil zeggen dat men hem niet met de volgende letter kan verbinden en hij alleen een geïsoleerde vorm en eindvorm heeft, maar geen begin- of middenvorm. Voorbeeld: in الرجل staat de op de ra volgende jim ج los van de ra.

## Ra in Unicode
| Unicode Codepoint | U+0631            |
| Unicode-Name      | ARABIC LETTER REH |
| HTML              | &#1585;           |
| ISO 8859-6        | 0xd1              |

Basisalfabet: ا (alif) · 
ب (ba) · 
ت (ta) · 
ث (tha) · 
ج (jim) ·
ح (ḥa) ·
خ (kha) ·
د (dal) ·
ذ (dhal) ·
ر (ra) ·
ز (zai) ·
س (sin) ·
ش (sjin) ·
ص (ṣad) ·
ض (ḍad) ·
ط (ṭah) ·
ظ (ẓa) ·
ع (ain) ·
غ (gain) ·
ف (fa) ·
ق (qaf) ·
ك (kaf) ·
ل (lam) ·
م (mim) ·
ن (nun) ·
ه (ha) ·
و (waw) ·
ي (ya)
Aanvullende tekens: ء (hamza) ·
آ (alif madda) ·
ة (tāʾ marbūṭa) ·
ى (alif maqṣūra) ·
لا (lām-alif)
Klinkertekens: fatḥa ·
kasra ·
ḍamma ·
shadda ·
sukūn ·
waṣla